# Domingo Rasera
Domingo Rasera (La Almudia, 1512 - 1578) was een Spaanse kapitein onder het regime van Filips II.

## Biografie
In het jaar 1568, toen Filips II koning was van Spanje, werd de katholieke stad Roermond in Spaans-Gelre omgeven door een leger van luthersen, calvinisten en hugenoten. Men zag in de betreffende stad de tempels van God, waar de relikwieën, waaronder die van de haren van de heilige Maria Magdalena, werden vereerd. De bewoners van de stad werden bedreigd met de dood. Toen kwam er een bataljon gevormd door 700 katholieken uit Aragon, aangevoerd door kapitein Don Domingo Rasera, die stamde uit La Almudia, en in allerijl ging hij de bewoners van de stad helpen. Hij zegevierde met een totale overwinning.
De inwoners van Roermond schonken de vrijheidsstrijders van alles, maar de katholieke kapitein accepteerde alleen een aantal heilige relikwieën om zijn religie te expanderen.
Tussen de relikwieën die men hem aanbood nam hij een kluwen haar van de heilige Maria Magdalena, uit het karthuis van Roermond. Uitzonderlijk mooi door het buitengewone feit dat ze in contact waren geweest met de voeten van onze Verlosser. 

## Gedicht
Over dit relikwie schreef hij bij thuiskomst in zijn geboorte stad La Almudia een gedicht dat nog steeds te bewonderen is in de parochie Magdalena.

### Spaans
Hasta que fue condenado pecador, 

sino también elogiado por muchos individuos. 

Hay que ella sabía que su gran secreto 

Esas personas ayudando a sus miserias 

Este motor con la potencia de él y para ella, 

Estaban en las manos equivocadas un gran peligro. 

Con el poder de restaurar débil 

Comenzando como creado para contar al mundo una historia diferente. 

Por lo tanto la búsqueda por Ruramonde, 

Así que nadie como ella, es visto por muchos pecados.

### Nederlands
Tot zondares werd zij verdoemd, 

maar door vele individu ook geroemd. 
 
Aldaar zij dat grote geheim van haar kenden 

Die mensen deed helpen van hun ellenden 

Deze lok met de kracht van Hem en haar, 

Waren in verkeerde handen een groot gevaar. 

Met de energie om zwakkeren te herstellen, 

Gaat de wereld zo geschapen een ander verhaal vertellen. 

Vandaar deze queeste door Ruramonde, 

Zodat niemand net als haar, wordt aanschouwd met vele zonde.